# Gaio Marcio Figulo (console 162 a.C.)
Gaio Marcio Figulo (latino: Gaius Marcius Figulus; fl. 162-155 a.C.) è stato un politico romano.

## Biografia
Nel 169 a.C. fu pretore, al comando della flotta romana durante la terza guerra macedonica.
Nel 162 a.C. fu eletto per la prima volta console ed ebbe come collega Publio Cornelio Scipione Nasica Corculo; avvenne però che il capo di una centuria mori durante i comizi e gli aruspici decretarono che la elezione fosse invalida. Il console Tiberio Sempronio Gracco, che presiedeva i comizi, dichiarò la validità del voto e, quindi, Figulo partì per la Gallia Cisalpina, la provincia che gli era stata assegnata. Successivamente Gracco scrisse al Senato dicendo di aver commesso un errore nell'interpretare gli auspici, per cui Figulo si dimise da console.
Fu eletto console una seconda volta nel 156 a.C. con Lucio Cornelio Lentulo Lupo e gli fu affidata la guerra contro i dalmati in Illiria. All'inizio subì l'iniziativa dei nemici, tanto che il suo campo fu attaccato dagli illirici, ma successivamente, durante la campagna invernale, conquistò ad una ad una le loro città più piccole e, infine, anche la loro capitale, Delminium.